# Valgioconda
Valgioconda (The Blithedale Romance), pubblicato in Italia anche con i titoli Blithedale: Il romanzo di Valgioiosa o Il romanzo di Valgioiosa è il terzo maggior successo di Nathaniel Hawthorne.

## Introduzione
Un gruppo di americani di differente estrazione sociale e di ambo i sessi decide di fondare una comunità basata sull'eguaglianza tra uomini e donne e sull'agricoltura e l'allevamento per il proprio sostentamento, ma il progetto è utopistico e fin dalle prime parole del narratore capiamo che è destinato a fallire. I loro principi si fondano sull'anticapitalismo e sugli ideali di Charles Fourier.
Tra i membri della comunità, le figure principali sono: Coverdale, il poeta nonché narratore interno; Hollingsworth, fabbro e uomo rude di natura; Zenobia, donna ricca e affascinante; Priscilla, ragazzina sbadata ma molto abile a cucire e, infine, il vecchio Moody, figura misteriosa le cui origini oscure vengono rivelate nel corso della storia.
L'ambiente ricorda l'Arcadia, riferimento tipico dei romanzi dell'autore, ed è immerso nella natura.
Hollingsworth ha uno scopo particolare che resta oscuro fino a un certo punto del romanzo. Attraverso le ricchezze di Zenobia vuole trasformare Valgioiosa in un riformatorio per criminali. Zenobia, paradossalmente affascinata dal misogino è disposta a dargli tutti i suoi averi, ma quando scopre che il suo amore non è ricambiato per la disperazione si getta in un fiume. Hollingsworth rimane scioccato dal suicidio della giovane donna e rinuncia al suo progetto.

## Trama
Il vero nome del vecchio Moody era Fauntleroi. In passato aveva commesso il crimine e la moglie era morta dal dispiacere. Aveva già una figlia, Zenobia, che viene allevata da uno zio ed eredita tutte le ricchezze del padre, dal momento che questi non lascia tracce di sé. Successivamente Moody, andato a vivere nel Massachusetts, si risposa, cambia nome e ha un'altra figlia, Priscilla.
Le due ragazze non si conoscono, ma si ritrovano a Valgioiosa. Priscilla si affeziona subito a Zenobia che invece è altezzosa con lei anche se non le vuole male.
Un giorno Moody va a Valgioiosa e chiede dei rapporti tra le due giovani e vedendo l'atteggiamento di Zenobia se ne va iroso. In seguito questa scopre le sue origini e che se non tratterà bene la sorellastra perderà tutti i suoi averi.
Gli abitanti di Valgioiosa non passano il tempo solamente a lavorare, ma anche a divertirsi, per esempio organizzano spettacoli e in uno di questi Zenobia racconta la storia della Dama Velata. Inventa che la Dama scompare e che un ragazzo cerca di svelare il mistero ma non ci riesce. Nella sua storia la Dama è Priscilla e dice che se le getterà il velo in faccia comparirà il mago e se la porterà via; questo non succede davvero, ma gli spettatori se lo aspettano perché la ragazza era molto brava a raccontare.
Hollingsworth vuole fare sue le terre che la comunità non ha ancora finito di pagare, ma non avendo capitali da investire approfitta del fatto che Zenobia è innamorata di lui; cerca aiuto anche da Coverdale, ma questi non ci sta e litigano.
Coverdale decide che vuole prendersi una vacanza e Silas Foster, il contadino, pensa che non tornerà. Il poeta torna semplicemente in città e un giorno dalla finestra vede Zenobia e Priscilla in una casa insieme ad un personaggio misterioso, un certo professore. Zenobia se ne accorge, lo saluta, ma non sembra felice di vederlo e tira giù la tenda.
Il giorno dopo Coverdale va a trovarla e pensando che sono amici, ma soprattutto è curioso di vedere dove vive. La ragazza è vestita elegante e la casa è sfarzosa, ma quando arriva il professore le due giovani donne escono con lui, senza voler dire a Coverdale dove si dirigessero e Priscilla gli fa capire che è obbligata.
Il poeta avrebbe potuto andare più lontano, invece gira sempre lì intorno ed è indeciso se tornare a Valgioiosa o rimanere in città; durante il viaggio di ritorno pensa che troverà tutti a tavola, vedrà la sedia vuota, ma tutti gli passeranno il cibo come se non fosse mai mancato. Invece, una volta arrivato, non trova nessuno.
C'è una rappresentazione nella foresta, ma lui cerca di non farsi vedere e dopo poco trova Zenobia con Priscilla e Hollingsworth racconti attorno ad una pietra che chiamavano il “pulpito di Elliot” (un uomo che predicava ai pellerossa). Era in corso una discussione: Zenobia avrebbe prestato il suo patrimonio a Hollingsworth, ma poi lei ha scoperto che il padre potrebbe revocarle tutti i beni e che Hollingsworth si è innamorato di Priscilla. A questo punto Zenobia e Hollingsworth si dicono addio, lui se ne va accompagnato da Priscilla e Zenobia rimane lì a piangere dimenticandosi della presenza di Coverdale. Quella notte la donna si suicida, questo fatto segna tutti gli abitanti di Valgioiosa e Hollingsworth rinuncia al suo progetto, vivendo con il senso di colpa e con l'amore di priscilla.

## Valgioiosa e Brook Farm
Nato dall'esperienza reale e personale dell'autore nella comunità di Brook Farm, nel romanzo di Valgioiosa si trovano le ossessioni morali e artistiche della sua intera vicenda esistenziale, come una commedia degli equivoci in cui tutti restano coinvolti e non c'è scampo se non nella pietà che accomuna tutti i personaggi. Un romanzo che denuncia senza sfumature le ipocrisie della società puritana americana, di cui fa parte l'autore, pur prendendone le distanze.

## Edizioni italiane
- Valgioconda, trad. di Alessandra Scalero, Rosa e Ballo, Milano, 1944
- Il romanzo di Valgioiosa, trad. di Marcella Bonsanti, in Romanzi, Sansoni, Firenze, 1959
- Blithedale. Il romanzo di Valgioiosa, trad. di Alessandra Scalero, postfazione di Rossana Rossanda, Feltrinelli, Milano, 1983
- Il romanzo di Valgioiosa, trad. di Marco Pustianaz, introduzione di Francesco Marroni, Mondadori, Milano, 2003
- Il romanzo di Valgioiosa, trad. di Domingo Ottati, Il Gulliver, 2021